# 마이 러브 리키
《마이 러브 리키》(영어: Digging to China)는 미국에서 제작된 티머시 허턴 감독의 1997년 드라마 영화이다. 케빈 베이컨, 메리 스튜어트 매스터슨 등이 출연하였으며, 에번 레이철 우드의 데뷔작이다. 매릴린 밴스 등이 제작에 참여하였다.

## 줄거리
1960년대 중반. 10살 외톨이 해리엇은 뉴햄프셔주 모텔에 산다. 이 낡은 모텔은 엄마 프랭커비츠 부인이 이혼을 정리하면서 받은 것으로, 티피와 유사한 오두막이 딸려있다.
프랭커비츠 부인은 해리엇을 사랑하지만 삶에 찌든 알코올 의존증으로 도로를 역주행하는 버릇이 있다. 사이가 나쁜 언니 궨은 늘 다른 남자를 끌어들여 빈방에서 관계를 갖는다. 해리엇은 이런 현실에서 벗어나기 위해 지붕에서 마법의 양탄자를 타고 날아가려고 시도하거나 학교 운동장에서 비행접시를 기다리거나 중국까지 이어질 땅굴을 파곤 한다.
한편 암 말기인 리아는 지적 장애가 있는 성인 아들 리키를 시설에 입소시키기 위해 이동하던 중 모텔 근처에서 차가 고장나자 차가 수리될 때까지 모텔에 머물기로 한다. 해리엇은 리키와 친구가 된다.
곧 프랭커비츠 부인이 교통 사고로 사망하면서 해리엇은 궨이 언니가 아니라 15살 때 자신을 가졌던 친모라는 사실을 알게 된다. 궨은 엄마 노릇을 시작하며 해리엇이 리키와 놀지 못하게 하고, 해리엇은 반항하며 궨과 계속 다툰다. 그 사이 차가 다 수리되지만 리키는 떠나기 싫어한다.
해리엇과 리키는 함께 가출을 감행하고 숲 속에 버려져있던 기차 승무원실을 집으로 삼는다. 그러나 리키가 비를 맞은 뒤로 아프기 시작하자 치료를 받게 하기 위해 집으로 돌아온다. 완쾌한 리키는 리아와 떠나고, 해리엇과 궨은 모녀 사이로 지내는 법을 터득해나간다.

## 출연
- 에번 레이철 우드 - 해리엇 프랭커비츠 역
- 케빈 베이컨 - 리키 슈로스 역
- 메리 스튜어트 매스터슨 - 궨 프랭커비츠 역
- 캐시 모리아티 - 프랭커비츠 부인 역
- 메리언 셀더스 - 리아 슈로스 역

## 기타 제작진
- 협력 제작: 래드 밴스
- 배역: 웬디 커츠먼
- 미술: 로버트 더비코
- 의상: 메리 조프리스

## 같이 보기
- 대척점